# Wilhelm Lutsch
Wilhelm Adam Sebastian Michael Lutsch (* 3. April 1879 in Saarbrücken; † 31. Dezember 1942 in München) war ein deutscher Jurist und Abgeordneter (Zentrum).

## Leben
Lutsch war der Sohn des Eisenbahnbetriebssekretärs Wilhelm Lutsch (* 22. Januar 1849 in Bodendorf/Ahr; † 15. September 1892 in Frankfurt am Main) und dessen Ehefrau Therese Caroline geborene Reischig. Er war katholisch und heiratete am 23. August 1911 in Saarbrücken Alma Josephine Reischig (* 6. Juli 1882 in Saarbrücken; † 27. November 1966 in München), der Tochter des Fotografen Anton Reischig und der Caroline Katharine Dispot.
Lutsch verbrachte seine Kindheit in Frankfurt am Main und Offenbach am Main. Im Jahr 1898 legte er das Abitur in Offenbach am Main ab, Danach studierte er Rechtswissenschaften und Volkswirtschaft an den Universitäten Straßburg, München, Berlin und Bonn. Er legte die erste juristische Staatsprüfung ab und war dann Referendar an den Amtsgerichten Camberg und Frankfurt am Main. 1906 bestand er die zweite juristische Staatsprüfung.
Ab 1908 war er Rechtsanwalt in Frankfurt am Main. Im Ersten Weltkrieg leistete er Kriegsdienst als Landsturmmann. Ab Februar 1916 war er für eineinhalb Jahre Assessor beim Amtsgericht Frankfurt am Main und wurde danach wieder Rechtsanwalt.

## Politik
Lutsch trat 1918 in die Deutsche Zentrumspartei ein und wurde Mitglied des Aufsichtsrates der Rhein-Mainischen Volkszeitung. Bei der ersten Wahl zur Stadtverordnetenversammlung nach der Novemberrevolution in Frankfurt am Main am 2. März 1919 erreichte das Zentrum 13,3 % der Stimmen und 13 Mandate. Lutsch war von März 1919 bis 1921 Stadtverordneter in Frankfurt am Main und dort 1920/21 Vorsitzender der Zentrums-Fraktion. Vom 28. Dezember 1920 bis 1927 wirkte er als hauptamtlicher Stadtrat in Frankfurt am Main.
Von 1920 bis 1927 war er Mitglied des Nassauischen Kommunallandtags und des Provinziallandtags der Provinz Hessen-Nassau für den Stadtkreis Frankfurt am Main. Im Provinziallandtag war er ab 1921 Mitglied des Landesausschusses und von 1922 bis 1927 Vorsitzender des Landesausschusses (1920: Christliche Volkspartei, 1921–1927: Deutsche Zentrumspartei). Das Mandat im Provinziallandtag legte er 1927 nieder nachdem er am 20. Januar 1927 zum Landeshauptmann des Wiesbadener Bezirksverbandes gewählt wurde. Ebenfalls 1927 wurde er anstelle von August von Trott zu Solz in den Reichsrat als Vertreter der Provinz Hessen-Nassau gewählt. 1930 wurde er Vorsitzender des Verwaltungsrates der Nassauischen Landesbank.
Nach der Machtergreifung der Nationalsozialisten wurde er 1933 aus politischen Gründen von seinen Ämtern entfernt. 1941 zog er nach München, um den zunehmenden Repressalien der Nationalsozialisten zu entgehen.
Er war Ehrensenator der Philipps-Universität Marburg und Ehrendoktor der Medizinischen Fakultät der Universität Frankfurt am Main.